# Moses A. McCoid

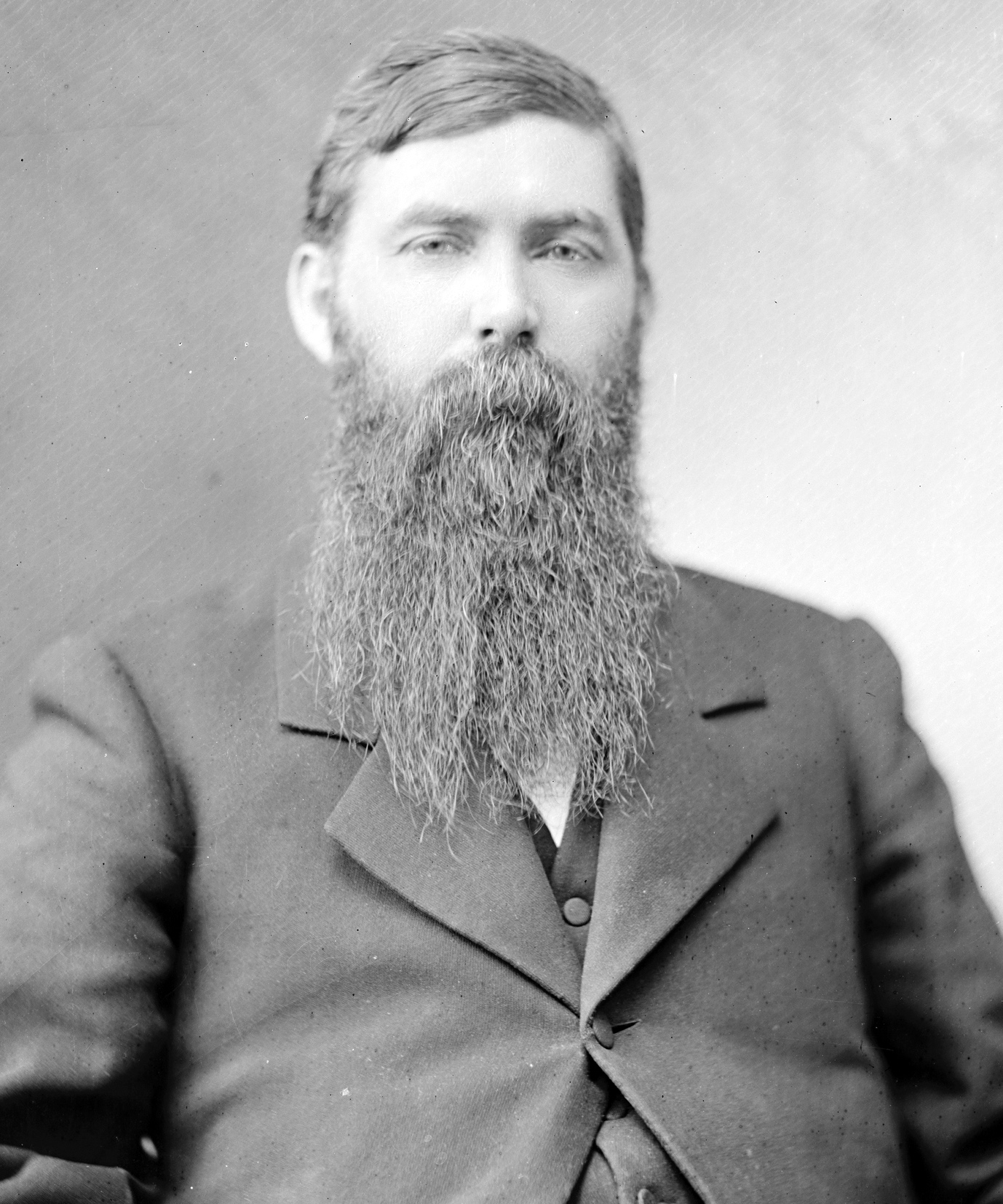
Moses A. McCoid

Moses Ayers McCoid (* 5. November 1840 bei Bellefontaine, Ohio; † 19. Mai 1904 in Fairfield, Iowa) war ein US-amerikanischer Politiker. Zwischen 1879 und 1885 vertrat er den Bundesstaat Iowa im US-Repräsentantenhaus.

## Werdegang
Moses McCoid besuchte die öffentlichen Schulen seiner Heimat. Danach studierte er an der Fairfield University und dem Washington College in Pennsylvania. Nach einem anschließenden Jurastudium und seiner im Jahr 1861 erfolgten Zulassung als Rechtsanwalt begann er in Fairfield in Iowa in seinem neuen Beruf zu praktizieren. Während des Bürgerkrieges war er Soldat in einem Infanterieregiment aus Iowa. Dabei stieg er bis zum Leutnant auf.
Nach dem Krieg arbeitete McCoid wieder als Rechtsanwalt in Fairfield. Zwischen 1867 und 1871 war er Bezirksstaatsanwalt im sechsten Gerichtsbezirk von Iowa. Politisch wurde er Mitglied der Republikanischen Partei. Von 1872 bis 1879 saß er im Senat von Iowa. Bei den Kongresswahlen des Jahres 1878 wurde er im ersten Wahlbezirk von Iowa in das US-Repräsentantenhaus in Washington, D.C. gewählt, wo er am 4. März 1879 die Nachfolge von Joseph Champlin Stone antrat. Nach zwei Wiederwahlen konnte er bis zum 3. März 1885 drei zusammenhängende Legislaturperioden im Kongress absolvieren. Für die Wahlen des Jahres 1884 wurde er von seiner Partei nicht mehr nominiert.
Nach dem Ende seiner Zeit im Repräsentantenhaus zog sich McCoid aus der Politik zurück. Er arbeitete in den folgenden Jahren wieder als Anwalt und starb am 19. Mai 1904 in Fairfield, wo er auch beigesetzt wurde.